# Jean-Jacques Honorat
Jean-Jacques Honorat, né le 1er avril 1931 à Port-au-Prince (Haïti) et mort le 26 juillet 2023 dans la même ville, est un agronome et homme d'État haïtien, Premier ministre d'Haïti de 1991 à 1992.

## Biographie
Après le renversement de Jean-Bertrand Aristide le 30 septembre 1991 par le général Raoul Cédras, ce dernier nomma comme président provisoire Joseph Nérette qui nomma comme Premier ministre l'agronome Jean-Jacques Honorat, un opposant à la politique d'Aristide.
Jean-Jacques Honorat assuma la charge de Premier ministre du 11 octobre 1991 au 19 juin 1992.